# Libérius
Pour l’article homonyme, voir Libère.
Petrus Marcellinus Felix Liberius (c. 465 - c. 555) fut préfet du prétoire des Gaules (510-534).

## Sources primaires
La vie de Libérius est connue par diverses sources, par la correspondance d'Avit de Vienne (Avitus, M.G.H., A.A., VI, 2, lettre XXXV) ou d'Ennode de Pavie ou encore par Cassiodore (Var., VIII,6)

## Biographie

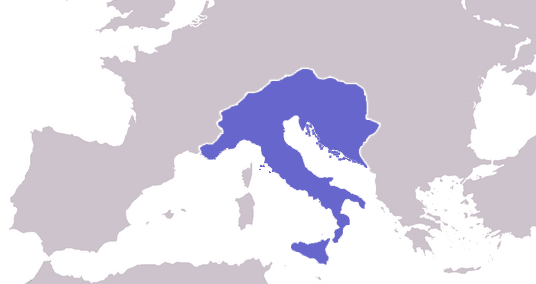
Royaume ostrogoth de Théodoric le Grand

Après la libération de la ville d'Arles en 508, Théodoric nomme en 510, Libérius, préfet du prétoire des Gaules dans de domaine ostrogoth-wisigoth-romain qui s'étend de l'Italie à l'Espagne en passant par le sud de la France (Provence et Septimanie). Le préfet a un auxiliaire, appelé par l'archevêque de Vienne Avitus, vicaire Gemellus, assistant du préfet.
Libérius ne réside en Gaule de manière définitive qu'à partir de l'année 512. Commence alors une mandature qui coïncide à peu près avec le long épiscopat de Césaire, l'archevêque d'Arles. À la mort de Théodoric en 526, Libérius reste préfet sous le gouvernement d'Athalaric. On sait aussi qu'il est grièvement blessé lors d'une opération contre les Burgondes lorsque ceux-ci essayent de mettre la main sur la Provence. D'après Michel Fixot, son mariage avec Aetheria, connue également par son activité littéraire, révèle l'alliance au plus haut niveau de la société aristocratique et chrétienne de la Provence occidentale et de l'Italie du Nord. En 529, converti au catholicisme, il participe aux conciles de Vaison et d’Orange. Le personnage siège aux côtés de Césaire et souscrit les canons, marquant ainsi un certain contrôle du pouvoir laïque, pour des réunions tenues dans les terres abandonnées en 523 par les Burgondes.
Après avoir maintenu l'ordre dans la Province au tout début de la régence d'Amalasunthe, il quitte Arles en 533 (?) ou 534, probablement après le siège (prise ?) d'Arles par Thibert ou la mort d'Athalaric, rappelé à la cour ostrogothe comme Patricius Praesentalis.
En 535, il est envoyé en mission diplomatique par Théodat auprès de Justinien afin d'atténuer les conséquences du meurtre d'Amalasonthe. Ses origines romaines le font alors se rallier à Justinien et d'après Bruno Dumézil, c'est un célèbre exemple au VIe siècle d'un ambassadeur qui ne revient pas. Justinien le charge de diverses missions militaires et politiques, notamment en le nommant préfet d'Égypte en 538, ou en le chargent de la protection de la Sicile contre Totila en 550.
En 552, Justinien envoya une petite armée de 2 000 hommes, commandés par Libérius en Ibérie afin de soutenir Athanagilde contre le roi wisigoth Agila. Athanagilde l'emporte et, en 554, il est couronné roi des Wisigoths. Les Romains conservèrent l'essentiel de leurs biens, à peu près correspondant à l'ancienne province de Bétique, et les Wisigoths reconnaissaient la suzeraineté de l'Empire. La présence de Libérius dans la reconquête de la province de Spania se base sur le commentaire de Jordanès. Cependant, l'historien James O'Donnell note que Liberius était rentré à Constantinople après avoir été remplacé par Artabanès, puisqu'il a pris part au Deuxième concile de Constantinople en mai 553. Là, il essaya de persuader le pape Vigile d'assister au conseil et d'accepter les positions de l'empereur.
Il meurt peu après et est enterré à Rimini. Il aurait vécu ainsi jusqu'à presque 90 ans.